# Nāḩiyat Nawá
Nāḩiyat Nawá (arabiska: ناحية نوى) är ett subdistrikt i Syrien.   Det ligger i provinsen Dar'a, i den sydvästra delen av landet, 70 km söder om huvudstaden Damaskus.
Trakten runt Nāḩiyat Nawá består till största delen av jordbruksmark. Runt Nāḩiyat Nawá är det ganska tätbefolkat, med 214 invånare per kvadratkilometer.